# Zuidelijke koperuil
De zuidelijke koperuil (Thysanoplusia orichalcea) is een vlinder uit de familie van de uilen, de Noctuidae. De spanwijdte bedraagt tussen de 36 en 44 millimeter. De soort komt verspreid van Zuid-Europa en Afrika tot Zuidoost-Azië en Australië voor. De zuidelijke koperuil komt in Nederland en België niet voor. In Nederland wordt hij sinds 2016 af en toe waargenomen

## Waardplanten
De zuidelijke koperuil heeft als waardplanten allerlei kruidachtige planten, waaronder landbouwgewassen als zonnebloem, aardappel en soja.